# FIRST Robótica
FIRST Robótica (For Inspiration and Recognition of Science and Technology) es una organización sin ánimo de lucro establecida por Dean Kamen en 1989, cuyo objetivo es estimular a los jóvenes para que se involucren más en la ciencia y en la tecnología. Cada año organiza competencias entre robots construidos por alumnos, profesores y voluntarios de forma colaborativa. Han llevado a cabo la FIRST Robotics Competition, FIRST LEGO League, FIRST LEGO League Jr., y la FIRST Tech Challenge.
Su filosofía es expresada como coopertition (cooperación y competición) y buena profesionalidad. FIRST también gestiona FIRST Place, un centro de investigación en la sede de FIRST en Mánchester, New Hampshire, donde cuenta con programas educativos y campamentos de día para estudiantes y profesores.

## Competiciones

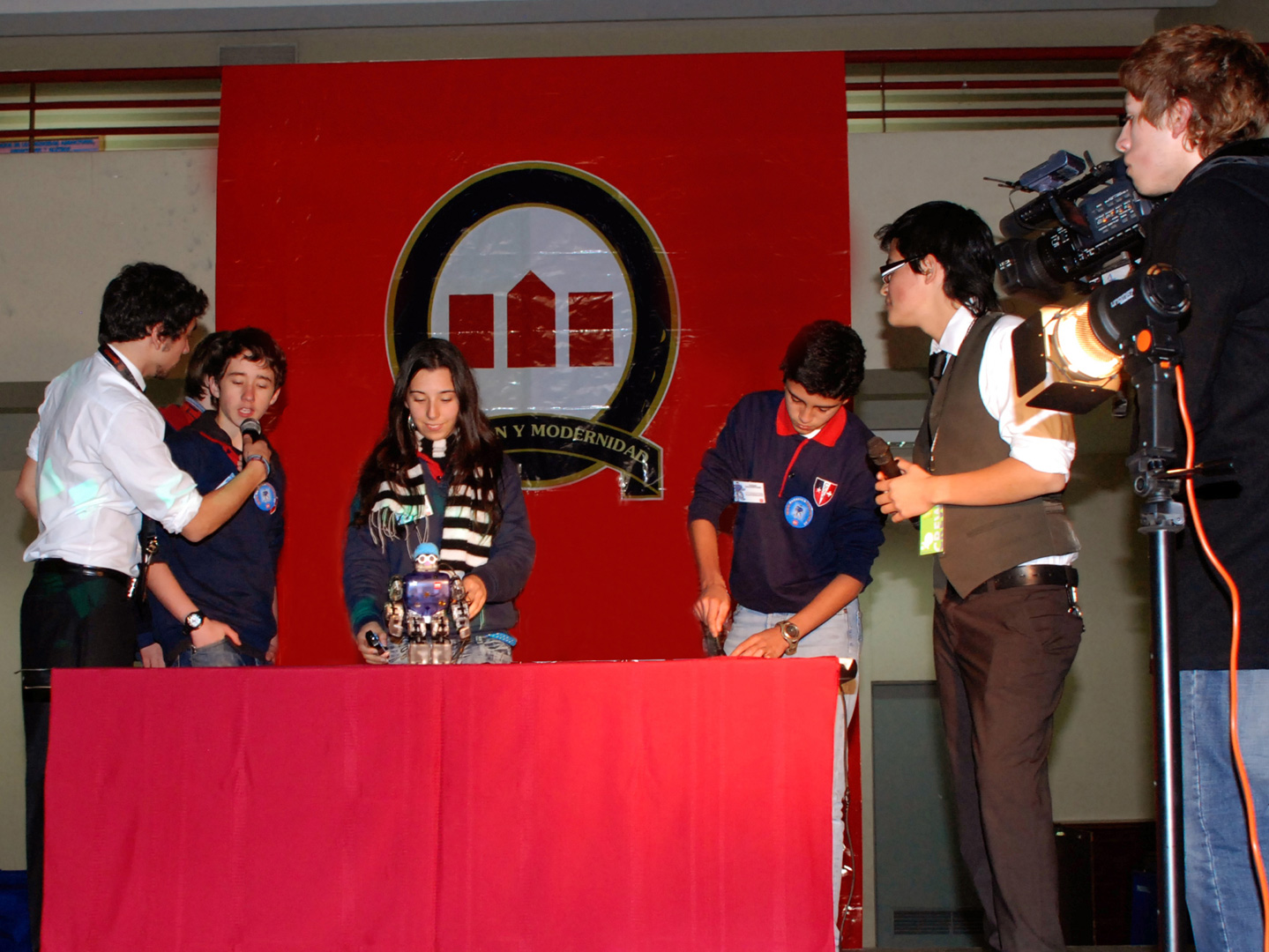
Campeonato Robótica CIETE-UNAB 2010

### Robotics (Competición de Robótica, FRC)
La FIRST Robotics Competition (FRC) pretende inspirar a estudiantes de secundaria para que se conviertan en ingenieros, ofreciéndoles experiencias de trabajo con ingenieros profesionales a través de la construcción de un robot. La primera competición fue desarrollada en 1992 en el Manchester Memorial High School gymnasium. En el 2009, más de 3.000 equipos tomaron parte en este reto, con más de 46.000 estudiantes participantes de diferentes partes del mundo, como Australia, Brasil, Canadá, Turquía, Israel, México, Países Bajos, Estados Unidos y Reino Unido.
El reto cambia cada año, de manera que los equipos solamente pueden volver a usar ciertos componentes de años previos. Cada equipo recibe un kit para construir su robot pero pueden gastar hasta 3.500 dólares adicionales para construir su robot. Los detalles de cada competición se dan a conocer a principios de enero y los equipos tienen seis semanas para cumplir su tarea.

### First Tech Challenge (Reto tecnológico, FTC)
El FIRST Tech Challenge (FTC) es una competición de robótica de nivel medio, lanzada en el 2005, con la intención de ser una competición más accesible y viable para las escuelas, así como una opción para estudiantes con menores habilidades tecnológicas.
Los robots que se construyen tienen un tamaño aproximado de un tercio del tamaño que se plantea en la FIRST Robotics Competition y pretende servir de puente entre la competición FLL y la FRC.
La competición celebrada en el 2015-2016 se usó un dispositivo android con conexión Wi-fi como "cerebro" del robot, en lugar de los componentes LEGO que se habían usado hasta ese momento. Asimismo, los participantes podían usar los lenguajes MIT App Inventor o Android Studio (Java language) para programar sus robots.

### FIRSTLEGO League (FLL)
Artículo principal: FIRST Lego League
En 1998 surgió la FIRST LEGO League (FLL), un programa similar al FIRST Robotics Competition (FRC). Dirigida a estudiantes de 10 a 16 años, que debían usar los LEGO Mindstorms (EV3, NXT, RCX) para construir un robot LEGO de dimensiones máximas 35cm x 35cm x 35cm y programarlos usando, o bien, el software ROBOLAB (RCX-based systems), o bien, el Mindstorms NXT o el EV3 software. Esta competición también plantea temas de investigación que tienen que ver con una situación de la vida real. 

### FIRSTLEGO League Jr. (FLL Junior)
La FIRST Lego League Jr. es una variación de la FIRST Lego League (FLL), dirigida a niños pequeños, de edades comprendidas entre los 5 y los 8 años, para construir modelos LEGO que guarden relación con el reto planteado en la FLL de ese año. 
Al menos, una parte del modelo debe tener una parte móvil. Los equipos participan en exhibiciones alrededor de los Estados Unidos para demostrar y explicar sus modelos. 

### FIRSTChampionship (Campeonato)
La FIRST Championship es un evento anual que reúne la etapa final de todos sus programas en un mismo espacio físico. 
FIRST Lego League

## Competición
La competencia se divide en dos etapas, la regional, celebrada en Estados Unidos y otros países, y un campeonato final, que en años anteriores se celebraba en Saint Louis, Misuri, aunque para el año 2017 se añadió la ciudad de Houston, Texas, como segundo host del campeonato, y seguido, en el año 2018 la ciudad de Detroit, Míchigan, reemplazaría a St. Louis como host del evento. Se establece un tipo de competición y los equipos han de preparar un robot que realice las funciones necesarias, para lo que se dispone de seis semanas y una caja de herramientas. Cada uno se divide en varios subequipos, cada uno de los cuales ha de dedicarse a una tarea distinta, como la construcción o la programación del robot, o la construcción de su sitio web.